# Mazda AZ-1
La Mazda AZ-1 (venduta sotto il marchio "Autozam", di proprietà di Mazda stessa) è una Keicar prodotta dalla Mazda tra il 1992 e il 1994.

## Contesto
All'inizio degli anni novanta, ispirandosi ad alcune concept car prodotte negli anni ottanta, la Mazda decise di inserirsi in quella fetta di mercato delle mini spider allora dominata dalla Honda Beat e dalla Suzuki Cappuccino. Il risultato di tale inserimento fu la creazione della AZ-1 che veniva prodotta dalla Suzuki e venduta sul mercato dal marchio Autozam. Quest'ultimo faceva capo alla casa madre Mazda.

## Design
La carrozzeria, che è stata realizzata con pannelli leggeri in plastica e vetroresina, è montata su di un telaio in acciaio scatolato. Con questa configurazione, la vettura arriva ad ottenere un peso di 720 kg. Le portiere di accesso all'abitacolo avevano una configurazione ad ala di gabbiano.
Gli interni sono assai spartani, con sedili racing non reclinabili e bagagliaio ridotto che si trova a contatto diretto con servosterzo, batteria, serbatoio liquido lavavetri e altri organi meccanici. Il volante era di tipo sportivo fornito dalla Momo e i cerchi erano in lamiera stampata da 13".

## Tecnica
La vettura era dotata di un propulsore posteriore-centrale Suzuki 3 cilindri 12V turbo di 657 cm³ e che erogava 64 CV di potenza. Questo motore era abbinato ad un cambio 5 marce manuale. La trazione è posteriore, l'impianto frenante prevede quattro dischi con ABS e le sospensioni sono a ruote indipendenti con schema MacPherson all'avantreno e assale rigido al retrotreno.

## Mazda AZ-1 Mazdaspeed

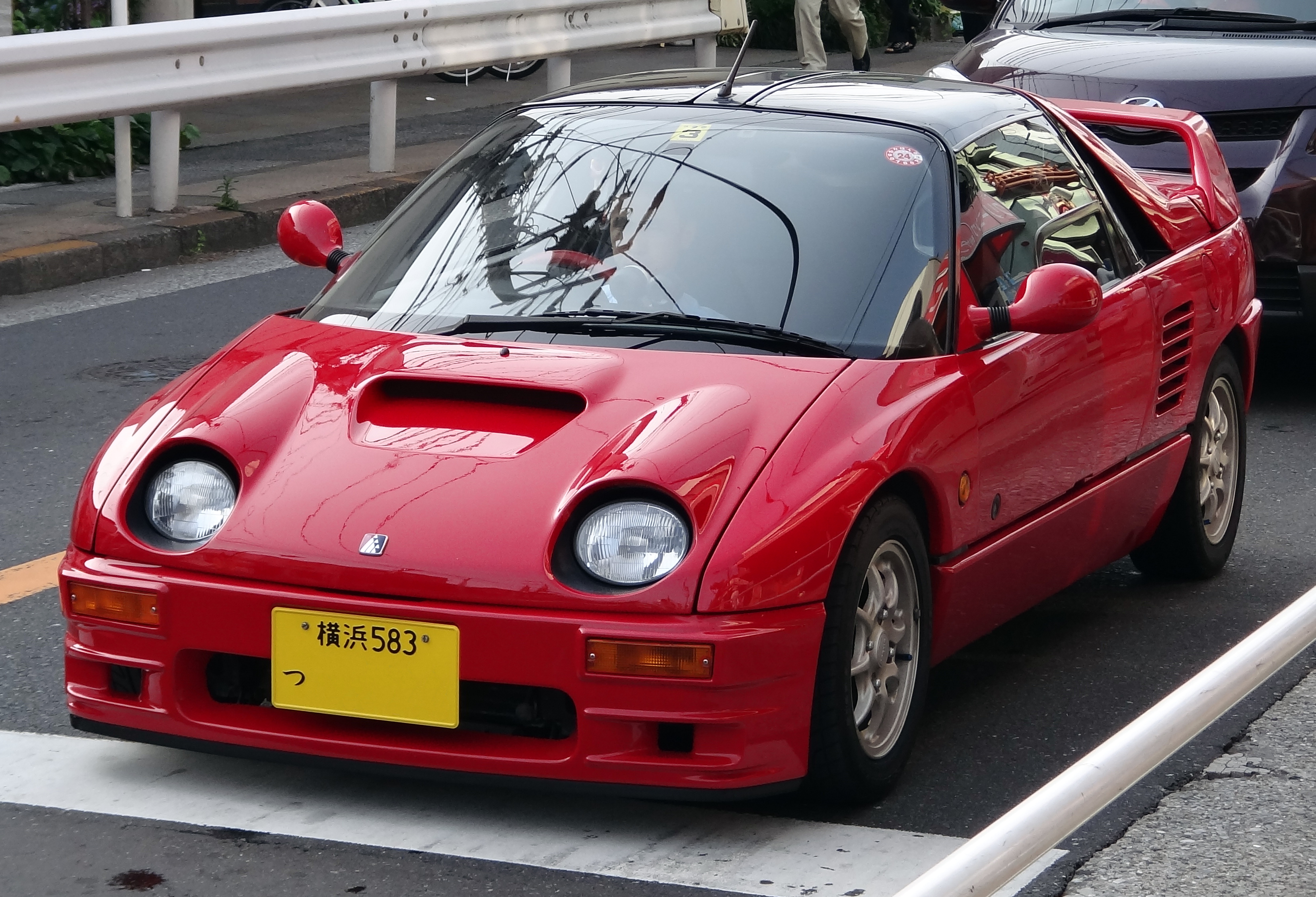
Una Mazda AZ-1 Mazdaspeed

La AZ-1 Mazdaspeed era la versione sportiva della canonica AZ-1. Era dotata di un nuovo body kit aerodinamico, ammortizzatori sportivi, un nuovo cofano anteriore con presa d'aria maggiorata (che non comporta alcun vantaggio in termini di prestazioni in quanto il motore è posteriore), nuovi cerchi in lega e un nuovo terminale di scarico in acciaio inox.